# Interlands Argentijns voetbalelftal 2020-2029
Deze pagina toont een chronologisch en gedetailleerd overzicht van de interlands die het Argentijns voetbalelftal speelt en heeft gespeeld in de periode 2020 – 2029.

## Interlands

### 2020
|                                                                           |                         |       |         |                                                                                |
| 8 oktober WK 2022 kwalificatie № 986 «onderlinge duels» 21:10 uur (UTC−3) | Argentinië              | 1 – 0 | Ecuador | La Bombonera, Buenos Aires Toeschouwers: 0 Scheidsrechter: Roberto Tobar (CHI) |
| 8 oktober WK 2022 kwalificatie № 986 «onderlinge duels» 21:10 uur (UTC−3) | Lionel Messi 13' (pen.) |       |         | La Bombonera, Buenos Aires Toeschouwers: 0 Scheidsrechter: Roberto Tobar (CHI) |

|                                                                            |                    |       |                                         |                                                                                 |
| 13 oktober WK 2022 kwalificatie № 987 «onderlinge duels» 16:00 uur (UTC−4) | Bolivia            | 1 – 2 | Argentinië                              | Estadio Hernando Siles, La Paz Toeschouwers: 0 Scheidsrechter: Diego Haro (PER) |
| 13 oktober WK 2022 kwalificatie № 987 «onderlinge duels» 16:00 uur (UTC−4) | Marcelo Moreno 24' |       | 45' Lautaro Martínez 79' Joaquín Correa | Estadio Hernando Siles, La Paz Toeschouwers: 0 Scheidsrechter: Diego Haro (PER) |

|                                                                             |                      |       |                         |                                                                                |
| 12 november WK 2022 kwalificatie № 988 «onderlinge duels» 21:00 uur (UTC−3) | Argentinië           | 1 – 1 | Paraguay                | La Bombonera, Buenos Aires Toeschouwers: 0 Scheidsrechter: Raphael Claus (BRA) |
| 12 november WK 2022 kwalificatie № 988 «onderlinge duels» 21:00 uur (UTC−3) | Nicolás González 41' |       | 21' (pen.) Ángel Romero | La Bombonera, Buenos Aires Toeschouwers: 0 Scheidsrechter: Raphael Claus (BRA) |

|                                                                             |      |                                           |            |                                                                            |
| 17 november WK 2022 kwalificatie № 989 «onderlinge duels» 19:30 uur (UTC−5) | Peru | 0 – 2                                     | Argentinië | Estadio Nacional, Lima Toeschouwers: 0 Scheidsrechter: Wilmar Roldán (COL) |
| 17 november WK 2022 kwalificatie № 989 «onderlinge duels» 19:30 uur (UTC−5) |      | 17' Nicolás González 28' Lautaro Martínez |            | Estadio Nacional, Lima Toeschouwers: 0 Scheidsrechter: Wilmar Roldán (COL) |

### 2021
|                                                                        |                         |       |                    | |
| 3 juni WK 2022 kwalificatie № 990 «onderlinge duels» 21:00 uur (UTC−3) | Argentinië              | 1 – 1 | Chili              | Estadio Único Madre de Ciudades, Santiago del Estero Toeschouwers: 0 Scheidsrechter: Jesús Valenzuela (VEN) |
| 3 juni WK 2022 kwalificatie № 990 «onderlinge duels» 21:00 uur (UTC−3) | Lionel Messi 23' (pen.) |       | 36' Alexis Sánchez | Estadio Único Madre de Ciudades, Santiago del Estero Toeschouwers: 0 Scheidsrechter: Jesús Valenzuela (VEN) |

|                                                                        |                                           |       |                                       | |
| 8 juni WK 2022 kwalificatie № 991 «onderlinge duels» 18:00 uur (UTC−5) | Colombia                                  | 2 – 2 | Argentinië                            | Estadio Metropolitano Roberto Meléndez, Barranquilla Toeschouwers: 10.000 Scheidsrechter: Roberto Tobar (CHI) |
| 8 juni WK 2022 kwalificatie № 991 «onderlinge duels» 18:00 uur (UTC−5) | Luis Muriel 51' (pen.) Miguel Borja 90+4' |       | 3' Cristian Romero 8' Leandro Paredes | Estadio Metropolitano Roberto Meléndez, Barranquilla Toeschouwers: 10.000 Scheidsrechter: Roberto Tobar (CHI) |

| Copa América 2021 |
| ----------------- |

|                                                                              |                  |       |                    | |
| 14 juni Copa América 2021 Groep A № 992 «onderlinge duels» 18:00 uur (UTC−3) | Argentinië       | 1 – 1 | Chili              | Olympisch Stadion Nilton Santos, Rio de Janeiro Toeschouwers: 0 Scheidsrechter: Wilmar Roldán (COL) |
| 14 juni Copa América 2021 Groep A № 992 «onderlinge duels» 18:00 uur (UTC−3) | Lionel Messi 33' |       | 57' Eduardo Vargas | Olympisch Stadion Nilton Santos, Rio de Janeiro Toeschouwers: 0 Scheidsrechter: Wilmar Roldán (COL) |

|                                                                              |                     |       |         | |
| 18 juni Copa América 2021 Groep A № 993 «onderlinge duels» 21:00 uur (UTC−3) | Argentinië          | 1 – 0 | Uruguay | Estádio Nacional de Brasília, Brasilia Toeschouwers: 0 Scheidsrechter: Wilton Pereira Sampaio (BRA) |
| 18 juni Copa América 2021 Groep A № 993 «onderlinge duels» 21:00 uur (UTC−3) | Guido Rodríguez 13' |       |         | Estádio Nacional de Brasília, Brasilia Toeschouwers: 0 Scheidsrechter: Wilton Pereira Sampaio (BRA) |

|                                                                              |                     |       |          |                                                                                               |
| 21 juni Copa América 2021 Groep A № 994 «onderlinge duels» 21:00 uur (UTC−3) | Argentinië          | 1 – 0 | Paraguay | Estádio Nacional de Brasília, Brasilia Toeschouwers: 0 Scheidsrechter: Jesús Valenzuela (VEN) |
| 21 juni Copa América 2021 Groep A № 994 «onderlinge duels» 21:00 uur (UTC−3) | Alejandro Gómez 10' |       |          | Estádio Nacional de Brasília, Brasilia Toeschouwers: 0 Scheidsrechter: Jesús Valenzuela (VEN) |

|                                                                              |                    |       |                                                                                  |                                                                           |
| 28 juni Copa América 2021 Groep A № 995 «onderlinge duels» 20:00 uur (UTC−4) | Bolivia            | 1 – 4 | Argentinië                                                                       | Arena Pantanal, Cuiabá Toeschouwers: 0 Scheidsrechter: Andrés Rojas (COL) |
| 28 juni Copa América 2021 Groep A № 995 «onderlinge duels» 20:00 uur (UTC−4) | Erwin Saavreda 60' |       | 6' Alejandro Gómez 33' (pen.) Lionel Messi 42' Lionel Messi 65' Lautaro Martínez | Arena Pantanal, Cuiabá Toeschouwers: 0 Scheidsrechter: Andrés Rojas (COL) |

|                                                                                 |                                                             |       |         | |
| 3 juli Copa América 2021 Kwartfinale № 996 «onderlinge duels» 22:00 uur (UTC−3) | Argentinië                                                  | 3 – 0 | Ecuador | Estádio Nacional de Brasília, Brasilia Toeschouwers: 0 Scheidsrechter: Wilton Pereira Sampaio (BRA) |
| 3 juli Copa América 2021 Kwartfinale № 996 «onderlinge duels» 22:00 uur (UTC−3) | Rodrigo De Paul 40' Lautaro Martínez 84' Lionel Messi 90+3' |       |         | Estádio Nacional de Brasília, Brasilia Toeschouwers: 0 Scheidsrechter: Wilton Pereira Sampaio (BRA) |

|                                                                                  |                                                               |              |                                                                      |                                                                                               |
| 6 juli Copa América 2021 Halve finale № 997 «onderlinge duels» 22:00 uur (UTC−3) | Argentinië                                                    | 1 – 1 (n.v.) | Colombia                                                             | Estádio Nacional de Brasília, Brasilia Toeschouwers: 0 Scheidsrechter: Jesús Valenzuela (VEN) |
| 6 juli Copa América 2021 Halve finale № 997 «onderlinge duels» 22:00 uur (UTC−3) | Lautaro Martínez 7'                                           |              | 61' Luis Fernando Díaz                                               | Estádio Nacional de Brasília, Brasilia Toeschouwers: 0 Scheidsrechter: Jesús Valenzuela (VEN) |
| 6 juli Copa América 2021 Halve finale № 997 «onderlinge duels» 22:00 uur (UTC−3) | Strafschoppen                                                 |              |                                                                      | Estádio Nacional de Brasília, Brasilia Toeschouwers: 0 Scheidsrechter: Jesús Valenzuela (VEN) |
| 6 juli Copa América 2021 Halve finale № 997 «onderlinge duels» 22:00 uur (UTC−3) | Lionel Messi Rodrigo De Paul Leandro Paredes Lautaro Martínez | 3 – 2        | Juan Cuadrado Davinson Sánchez Yerry Mina Miguel Borja Edwin Cardona | Estádio Nacional de Brasília, Brasilia Toeschouwers: 0 Scheidsrechter: Jesús Valenzuela (VEN) |

|                                                                             |                    |       |          |                                                                                     |
| 10 juli Copa América 2021 Finale № 998 «onderlinge duels» 21:00 uur (UTC−3) | Argentinië         | 1 – 0 | Brazilië | Maracanã, Rio de Janeiro Toeschouwers: 7.800 Scheidsrechter: Esteban Ostojich (URU) |
| 10 juli Copa América 2021 Finale № 998 «onderlinge duels» 21:00 uur (UTC−3) | Ángel Di María 22' |       |          | Maracanã, Rio de Janeiro Toeschouwers: 7.800 Scheidsrechter: Esteban Ostojich (URU) |

|  |  |  |  |  |  |  |  |  |

|                                                                             |                               |       |                                                            |                                                                                               |
| 2 september WK 2022 kwalificatie № 999 «onderlinge duels» 20:00 uur (UTC−4) | Venezuela                     | 1 – 3 | Argentinië                                                 | Estadio Olímpico de la UCV, Caracas Toeschouwers: 6.000 Scheidsrechter: Leodán González (URU) |
| 2 september WK 2022 kwalificatie № 999 «onderlinge duels» 20:00 uur (UTC−4) | Yeferson Soteldo 90+4' (pen.) |       | 45+2' Lautaro Martínez 71' Joaquín Correa 74' Ángel Correa | Estadio Olímpico de la UCV, Caracas Toeschouwers: 6.000 Scheidsrechter: Leodán González (URU) |

|                                                                           |          |          |            |                                                                                     |
| 5 september WK 2022 kwalificatie № - «onderlinge duels» 16:00 uur (UTC−3) | Brazilië | Gestaakt | Argentinië | Neo Química Arena, São Paulo Toeschouwers: 0 Scheidsrechter: Jesús Valenzuela (VEN) |
| 5 september WK 2022 kwalificatie № - «onderlinge duels» 16:00 uur (UTC−3) |          |          |            | Neo Química Arena, São Paulo Toeschouwers: 0 Scheidsrechter: Jesús Valenzuela (VEN) |

|                                                                              |                                                    |       |         |                                                                                     |
| 9 september WK 2022 kwalificatie № 1000 «onderlinge duels» 20:30 uur (UTC−3) | Argentinië                                         | 3 – 0 | Bolivia | El Monumental, Buenos Aires Toeschouwers: 17.000 Scheidsrechter: Kevin Ortega (PER) |
| 9 september WK 2022 kwalificatie № 1000 «onderlinge duels» 20:30 uur (UTC−3) | Lionel Messi 14' Lionel Messi 64' Lionel Messi 88' |       |         | El Monumental, Buenos Aires Toeschouwers: 17.000 Scheidsrechter: Kevin Ortega (PER) |

|                                                                            |          |       |            | |
| 7 oktober WK 2022 kwalificatie № 1001 «onderlinge duels» 20:00 uur (UTC−3) | Paraguay | 0 – 0 | Argentinië | Estadio Defensores del Chaco, Asuncion Toeschouwers: 34.000 Scheidsrechter: Anderson Daronco (BRA) |
| 7 oktober WK 2022 kwalificatie № 1001 «onderlinge duels» 20:00 uur (UTC−3) |          |       |            | Estadio Defensores del Chaco, Asuncion Toeschouwers: 34.000 Scheidsrechter: Anderson Daronco (BRA) |

|                                                                             |                                                           |       |         |                                                                                      |
| 10 oktober WK 2022 kwalificatie № 1002 «onderlinge duels» 20:30 uur (UTC−3) | Argentinië                                                | 3 – 0 | Uruguay | El Monumental, Buenos Aires Toeschouwers: 35.000 Scheidsrechter: Roberto Tobar (CHI) |
| 10 oktober WK 2022 kwalificatie № 1002 «onderlinge duels» 20:30 uur (UTC−3) | Lionel Messi 38' Rodrigo De Paul 44' Lautaro Martínez 62' |       |         | El Monumental, Buenos Aires Toeschouwers: 35.000 Scheidsrechter: Roberto Tobar (CHI) |

|                                                                             |                      |       |      |                                                                                               |
| 14 oktober WK 2022 kwalificatie № 1003 «onderlinge duels» 20:30 uur (UTC−3) | Argentinië           | 1 – 0 | Peru | El Monumental, Buenos Aires Toeschouwers: 36.000 Scheidsrechter: Wilton Pereira Sampaio (BRA) |
| 14 oktober WK 2022 kwalificatie № 1003 «onderlinge duels» 20:30 uur (UTC−3) | Lautaro Martínez 43' |       |      | El Monumental, Buenos Aires Toeschouwers: 36.000 Scheidsrechter: Wilton Pereira Sampaio (BRA) |

|                                                                              |         |                   |            |                                                                                                 |
| 12 november WK 2022 kwalificatie № 1004 «onderlinge duels» 20:00 uur (UTC−3) | Uruguay | 0 – 1             | Argentinië | Estadio Campeón del Siglo, Montevideo Toeschouwers: 30.000 Scheidsrechter: Alexis Herrera (VEN) |
| 12 november WK 2022 kwalificatie № 1004 «onderlinge duels» 20:00 uur (UTC−3) |         | 7' Ángel Di María |            | Estadio Campeón del Siglo, Montevideo Toeschouwers: 30.000 Scheidsrechter: Alexis Herrera (VEN) |

|                                                                              |            |       |          |                                                                                            |
| 16 november WK 2022 kwalificatie № 1005 «onderlinge duels» 20:30 uur (UTC−3) | Argentinië | 0 – 0 | Brazilië | Estadio del Bicentenario, San Juan Toeschouwers: 25.000 Scheidsrechter: Andrés Cunha (URU) |
| 16 november WK 2022 kwalificatie № 1005 «onderlinge duels» 20:30 uur (UTC−3) |            |       |          | Estadio del Bicentenario, San Juan Toeschouwers: 25.000 Scheidsrechter: Andrés Cunha (URU) |

### 2022
|                                                                             |                  |       |                                         |                                                                                                |
| 27 januari WK 2022 kwalificatie № 1006 «onderlinge duels» 21:15 uur (UTC−3) | Chili            | 1 – 2 | Argentinië                              | Estadio Zorros del Desierto, Calama Toeschouwers: 8.800 Scheidsrechter: Anderson Daronco (BRA) |
| 27 januari WK 2022 kwalificatie № 1006 «onderlinge duels» 21:15 uur (UTC−3) | Ben Brereton 21' |       | 10' Ángel Di María 34' Lautaro Martínez | Estadio Zorros del Desierto, Calama Toeschouwers: 8.800 Scheidsrechter: Anderson Daronco (BRA) |

|                                                                             |                      |       |          |                                                                                                |
| 1 februari WK 2022 kwalificatie № 1007 «onderlinge duels» 20:30 uur (UTC−3) | Argentinië           | 1 – 0 | Colombia | Estadio Mario Alberto Kempes, Córdoba Toeschouwers: 50.000 Scheidsrechter: Raphael Claus (BRA) |
| 1 februari WK 2022 kwalificatie № 1007 «onderlinge duels» 20:30 uur (UTC−3) | Lautaro Martínez 29' |       |          | Estadio Mario Alberto Kempes, Córdoba Toeschouwers: 50.000 Scheidsrechter: Raphael Claus (BRA) |

|                                                                           |                                                          |       |           |                                                                                    |
| 25 maart WK 2022 kwalificatie № 1008 «onderlinge duels» 20:30 uur (UTC−3) | Argentinië                                               | 3 – 0 | Venezuela | La Bombonera, Buenos Aires Toeschouwers: 42.000 Scheidsrechter: Kevin Ortega (PER) |
| 25 maart WK 2022 kwalificatie № 1008 «onderlinge duels» 20:30 uur (UTC−3) | Nicolás González 34' Ángel Di María 79' Lionel Messi 82' |       |           | La Bombonera, Buenos Aires Toeschouwers: 42.000 Scheidsrechter: Kevin Ortega (PER) |

|                                                                           |                      |       |                    | |
| 29 maart WK 2022 kwalificatie № 1009 «onderlinge duels» 18:30 uur (UTC−5) | Ecuador              | 1 – 1 | Argentinië         | Estadio Monumental Isidro Romero Carbo, Guayaquil Toeschouwers: 59.000 Scheidsrechter: Raphael Claus (BRA) |
| 29 maart WK 2022 kwalificatie № 1009 «onderlinge duels» 18:30 uur (UTC−5) | Enner Valencia 90+3' |       | 24' Julían Álvarez | Estadio Monumental Isidro Romero Carbo, Guayaquil Toeschouwers: 59.000 Scheidsrechter: Raphael Claus (BRA) |

|                                                                |        |                                                              |            | |
| 1 juni Finalissima № 1010 «onderlinge duels» 19:45 uur (UTC+1) | Italië | 0 – 3                                                        | Argentinië | Wembley Stadium, Londen Toeschouwers: 87.112 Scheidsrechter: Piero Maza (CHI) Video-assistent: Alejandro Hernández (ESP) |
| 1 juni Finalissima № 1010 «onderlinge duels» 19:45 uur (UTC+1) |        | 28' Lautaro Martínez 45+1' Ángel Di María 90+4' Paulo Dybala |            | Wembley Stadium, Londen Toeschouwers: 87.112 Scheidsrechter: Piero Maza (CHI) Video-assistent: Alejandro Hernández (ESP) |

|                                                                      |                                                                                            |       |         |                                                                                    |
| 5 juni Vriendschappelijk № 1011 «onderlinge duels» 20:00 uur (UTC+2) | Argentinië                                                                                 | 5 – 0 | Estland | Estadio El Sadar, Pamplona Toeschouwers: 18.332 Scheidsrechter: Urs Schnyder (SUI) |
| 5 juni Vriendschappelijk № 1011 «onderlinge duels» 20:00 uur (UTC+2) | Lionel Messi 8' (pen.) Lionel Messi 45' Lionel Messi 47' Lionel Messi 71' Lionel Messi 76' |       |         | Estadio El Sadar, Pamplona Toeschouwers: 18.332 Scheidsrechter: Urs Schnyder (SUI) |

|                                                                            |                                                                 |       |          |                                                                                            |
| 23 september Vriendschappelijk № 1012 «onderlinge duels» 20:00 uur (UTC−4) | Argentinië                                                      | 3 – 0 | Honduras | Hard Rock Stadium, Miami Gardens Toeschouwers: 64.420 Scheidsrechter: Rubiel Vasquez (USA) |
| 23 september Vriendschappelijk № 1012 «onderlinge duels» 20:00 uur (UTC−4) | Lautaro Martínez 16' Lionel Messi 45+2' (pen.) Lionel Messi 69' |       |          | Hard Rock Stadium, Miami Gardens Toeschouwers: 64.420 Scheidsrechter: Rubiel Vasquez (USA) |

|                                                                            |                                                      |       |         |                                                                                 |
| 27 september Vriendschappelijk № 1013 «onderlinge duels» 20:00 uur (UTC−4) | Argentinië                                           | 3 – 0 | Jamaica | Red Bull Arena, Harrison Toeschouwers: 25.000 Scheidsrechter: Marco Ortíz (MEX) |
| 27 september Vriendschappelijk № 1013 «onderlinge duels» 20:00 uur (UTC−4) | Julián Álvarez 13' Lionel Messi 86' Lionel Messi 89' |       |         | Red Bull Arena, Harrison Toeschouwers: 25.000 Scheidsrechter: Marco Ortíz (MEX) |

|                                                                           |        |                                                                                              |            | |
| 16 november Vriendschappelijk № 1014 «onderlinge duels» 19:30 uur (UTC+4) | V.A.E. | 0 – 5                                                                                        | Argentinië | Mohammed Bin Zayidstadion, Abu Dhabi Toeschouwers: 30.000 Scheidsrechter: Ibrahim Nour El Din (EGY) |
| 16 november Vriendschappelijk № 1014 «onderlinge duels» 19:30 uur (UTC+4) |        | 17' Julían Álvarez 25' Ángel Di María 36' Ángel Di María 44' Lionel Messi 60' Joaquín Correa |            | Mohammed Bin Zayidstadion, Abu Dhabi Toeschouwers: 30.000 Scheidsrechter: Ibrahim Nour El Din (EGY) |

| Wereldkampioenschap voetbal 2022 |
| -------------------------------- |

|                                                                         |                         |         |                                          | |
| 22 november WK 2022 Groep C № 1015 «onderlinge duels» 13:00 uur (UTC+3) | Argentinië              | 1 – 2   | Saoedi-Arabië                            | Lusailstadion, Lusail Toeschouwers: 88.012 Scheidsrechter: Slavko Vinčić (SVN) Video-assistent: Pol van Boekel (NED) |
| 22 november WK 2022 Groep C № 1015 «onderlinge duels» 13:00 uur (UTC+3) | Lionel Messi 10' (pen.) | Verslag | 48' Saleh Al-Shehri 53' Salem Al-Dawsari | Lusailstadion, Lusail Toeschouwers: 88.012 Scheidsrechter: Slavko Vinčić (SVN) Video-assistent: Pol van Boekel (NED) |

|                                                                         |                                     |         |        | |
| 26 november WK 2022 Groep C № 1016 «onderlinge duels» 22:00 uur (UTC+3) | Argentinië                          | 2 – 0   | Mexico | Lusailstadion, Lusail Toeschouwers: 88.966 Scheidsrechter: Daniele Orsato (ITA) Video-assistent: Massimiliano Irrati (ITA) |
| 26 november WK 2022 Groep C № 1016 «onderlinge duels» 22:00 uur (UTC+3) | Lionel Messi 64' Enzo Fernández 87' | Verslag |        | Lusailstadion, Lusail Toeschouwers: 88.966 Scheidsrechter: Daniele Orsato (ITA) Video-assistent: Massimiliano Irrati (ITA) |

|                                                                         |       |         |                                            | |
| 30 november WK 2022 Groep C № 1017 «onderlinge duels» 22:00 uur (UTC+3) | Polen | 0 – 2   | Argentinië                                 | Stadion 974, Doha Toeschouwers: 44.089 Scheidsrechter: Danny Makkelie (NED) Video-assistent: Pol van Boekel (NED) |
| 30 november WK 2022 Groep C № 1017 «onderlinge duels» 22:00 uur (UTC+3) |       | Verslag | 46' Alexis Mac Allister 67' Julián Álvarez | Stadion 974, Doha Toeschouwers: 44.089 Scheidsrechter: Danny Makkelie (NED) Video-assistent: Pol van Boekel (NED) |

|                                                                               |                                     |         |                           | |
| 3 december WK 2022 Achtste finale № 1018 «onderlinge duels» 22:00 uur (UTC+3) | Argentinië                          | 2 – 1   | Australië                 | Ahmed bin Alistadion, Ar Rayyan Toeschouwers: 45.032 Scheidsrechter: Szymon Marciniak (POL) Video-assistent: Tomasz Kwiatkowski (POL) |
| 3 december WK 2022 Achtste finale № 1018 «onderlinge duels» 22:00 uur (UTC+3) | Lionel Messi 35' Julián Álvarez 67' | Verslag | 77' (e.d.) Enzo Fernández | Ahmed bin Alistadion, Ar Rayyan Toeschouwers: 45.032 Scheidsrechter: Szymon Marciniak (POL) Video-assistent: Tomasz Kwiatkowski (POL) |

|                                                                            |                                                                             |              |                                                                              | |
| 9 december WK 2022 Kwartfinale № 1019 «onderlinge duels» 22:00 uur (UTC+3) | Nederland                                                                   | 2 – 2 (n.v.) | Argentinië                                                                   | Lusailstadion, Lusail Toeschouwers: 88.235 Scheidsrechter: Antonio Mateu Lahoz (ESP) Video-assistent: Alejandro Hernández (ESP) |
| 9 december WK 2022 Kwartfinale № 1019 «onderlinge duels» 22:00 uur (UTC+3) | Wout Weghorst 83' Wout Weghorst 90+11'                                      | Verslag      | 35' Nahuel Molina 73' (pen.) Lionel Messi                                    | Lusailstadion, Lusail Toeschouwers: 88.235 Scheidsrechter: Antonio Mateu Lahoz (ESP) Video-assistent: Alejandro Hernández (ESP) |
| 9 december WK 2022 Kwartfinale № 1019 «onderlinge duels» 22:00 uur (UTC+3) | Strafschoppen                                                               |              |                                                                              | Lusailstadion, Lusail Toeschouwers: 88.235 Scheidsrechter: Antonio Mateu Lahoz (ESP) Video-assistent: Alejandro Hernández (ESP) |
| 9 december WK 2022 Kwartfinale № 1019 «onderlinge duels» 22:00 uur (UTC+3) | Virgil van Dijk Steven Berghuis Teun Koopmeiners Wout Weghorst Luuk de Jong | 3 – 4        | Lionel Messi Leandro Paredes Gonzalo Montiel Enzo Fernández Lautaro Martínez | Lusailstadion, Lusail Toeschouwers: 88.235 Scheidsrechter: Antonio Mateu Lahoz (ESP) Video-assistent: Alejandro Hernández (ESP) |

|                                                                              |                                                               |         |         | |
| 13 december WK 2022 Halve finale № 1020 «onderlinge duels» 22:00 uur (UTC+3) | Argentinië                                                    | 3 – 0   | Kroatië | Lusailstadion, Lusail Toeschouwers: 88.996 Scheidsrechter: Daniele Orsato (ITA) Video-assistent: Massimiliano Irrati (ITA) |
| 13 december WK 2022 Halve finale № 1020 «onderlinge duels» 22:00 uur (UTC+3) | Lionel Messi 34' (pen.) Julián Álvarez 39' Julián Álvarez 69' | Verslag |         | Lusailstadion, Lusail Toeschouwers: 88.996 Scheidsrechter: Daniele Orsato (ITA) Video-assistent: Massimiliano Irrati (ITA) |

|                                                                        |                                                              |              |                                                                      | |
| 18 december WK 2022 Finale № 1021 «onderlinge duels» 18:00 uur (UTC+3) | Argentinië                                                   | 3 – 3 (n.v.) | Frankrijk                                                            | Lusailstadion, Lusail Toeschouwers: 88.966 Scheidsrechter: Szymon Marciniak (POL) Video-assistent: Tomasz Kwiatkowski (POL) |
| 18 december WK 2022 Finale № 1021 «onderlinge duels» 18:00 uur (UTC+3) | Lionel Messi 23' (pen.) Ángel Di María 36' Lionel Messi 108' | Verslag      | 80' (pen.) Kylian Mbappé 81' Kylian Mbappé 118' (pen.) Kylian Mbappé | Lusailstadion, Lusail Toeschouwers: 88.966 Scheidsrechter: Szymon Marciniak (POL) Video-assistent: Tomasz Kwiatkowski (POL) |
| 18 december WK 2022 Finale № 1021 «onderlinge duels» 18:00 uur (UTC+3) | Strafschoppen                                                |              |                                                                      | Lusailstadion, Lusail Toeschouwers: 88.966 Scheidsrechter: Szymon Marciniak (POL) Video-assistent: Tomasz Kwiatkowski (POL) |
| 18 december WK 2022 Finale № 1021 «onderlinge duels» 18:00 uur (UTC+3) | Lionel Messi Paulo Dybala Leandro Paredes Gonzalo Montiel    | 4 – 2        | Kylian Mbappé Kingsley Coman Aurélien Tchouaméni Randal Kolo Muani   | Lusailstadion, Lusail Toeschouwers: 88.966 Scheidsrechter: Szymon Marciniak (POL) Video-assistent: Tomasz Kwiatkowski (POL) |

|  |  |  |  |  |  |  |  |  |

### 2023
|                                                                        |                                    |       |        |                                                                                          |
| 23 maart Vriendschappelijk № 1022 «onderlinge duels» 20:30 uur (UTC−3) | Argentinië                         | 2 – 0 | Panama | El Monumental, Buenos Aires Toeschouwers: 83.214 Scheidsrechter: Cristian Ferreyra (URU) |
| 23 maart Vriendschappelijk № 1022 «onderlinge duels» 20:30 uur (UTC−3) | Thiago Almada 78' Lionel Messi 89' |       |        | El Monumental, Buenos Aires Toeschouwers: 83.214 Scheidsrechter: Cristian Ferreyra (URU) |

|                                                                        | |       |         | |
| 28 maart Vriendschappelijk № 1023 «onderlinge duels» 20:30 uur (UTC−3) | Argentinië | 7 – 0 | Curaçao | Estadio Único Madre de Ciudades, Santiago del Estero Toeschouwers: 43.000 Scheidsrechter: Gustavo Tejera (URU) |
| 28 maart Vriendschappelijk № 1023 «onderlinge duels» 20:30 uur (UTC−3) | Lionel Messi 20' Nicolás González 23' Lionel Messi 33' Enzo Fernández 35' Lionel Messi 37' Ángel Di María 78' (pen.) Gonzalo Montiel 87' |       |         | Estadio Único Madre de Ciudades, Santiago del Estero Toeschouwers: 43.000 Scheidsrechter: Gustavo Tejera (URU) |

|                                                                       |                                     |       |           |                                                                             |
| 15 juni Vriendschappelijk № 1024 «onderlinge duels» 20:00 uur (UTC+8) | Argentinië .                        | 2 – 0 | Australië | Arbeidersstadion, Peking Toeschouwers: 68.000 Scheidsrechter: Ma Ning (CHN) |
| 15 juni Vriendschappelijk № 1024 «onderlinge duels» 20:00 uur (UTC+8) | Lionel Messi 2' Germán Pezzella 68' |       |           | Arbeidersstadion, Peking Toeschouwers: 68.000 Scheidsrechter: Ma Ning (CHN) |

|                                                                       |           |                                         |            |                                                                                                |
| 19 juni Vriendschappelijk № 1025 «onderlinge duels» 19:30 uur (UTC+7) | Indonesië | 0 – 2                                   | Argentinië | Bung Karnostadion, Jakarta Toeschouwers: 56.060 Scheidsrechter: Muhammad Usaid bin Jamal (MAS) |
| 19 juni Vriendschappelijk № 1025 «onderlinge duels» 19:30 uur (UTC+7) |           | 38' Leandro Paredes 55' Cristian Romero |            | Bung Karnostadion, Jakarta Toeschouwers: 56.060 Scheidsrechter: Muhammad Usaid bin Jamal (MAS) |

|                                                                              |                  |       |         |                                                                                      |
| 7 september WK 2026 kwalificatie № 1026 «onderlinge duels» 21:00 uur (UTC−3) | Argentinië       | 1 – 0 | Ecuador | El Monumental, Buenos Aires Toeschouwers: 84.500 Scheidsrechter: Wilmar Roldán (COL) |
| 7 september WK 2026 kwalificatie № 1026 «onderlinge duels» 21:00 uur (UTC−3) | Lionel Messi 78' |       |         | El Monumental, Buenos Aires Toeschouwers: 84.500 Scheidsrechter: Wilmar Roldán (COL) |

|                                                                               |         |                                                                |            |                                                                                            |
| 12 september WK 2026 kwalificatie № 1027 «onderlinge duels» 16:00 uur (UTC−4) | Bolivia | 0 – 3                                                          | Argentinië | Estadio Hernando Siles, La Paz Toeschouwers: 38.000 Scheidsrechter: Esteban Ostojich (URU) |
| 12 september WK 2026 kwalificatie № 1027 «onderlinge duels» 16:00 uur (UTC−4) |         | 31' Enzo Fernández 42' Nicolás Tagliafico 83' Nicolás González |            | Estadio Hernando Siles, La Paz Toeschouwers: 38.000 Scheidsrechter: Esteban Ostojich (URU) |

|                                                                             |                     |       |          |                                                                                      |
| 12 oktober WK 2026 kwalificatie № 1028 «onderlinge duels» 20:00 uur (UTC−3) | Argentinië          | 1 – 0 | Paraguay | El Monumental, Buenos Aires Toeschouwers: 80.000 Scheidsrechter: Raphael Claus (BRA) |
| 12 oktober WK 2026 kwalificatie № 1028 «onderlinge duels» 20:00 uur (UTC−3) | Nicolás Otamendi 3' |       |          | El Monumental, Buenos Aires Toeschouwers: 80.000 Scheidsrechter: Raphael Claus (BRA) |

|                                                                             |      |                                   |            |                                                                                    |
| 17 oktober WK 2026 kwalificatie № 1029 «onderlinge duels» 21:00 uur (UTC−5) | Peru | 0 – 2                             | Argentinië | Estadio Nacional, Lima Toeschouwers: 37.675 Scheidsrechter: Jesús Valenzuela (VEN) |
| 17 oktober WK 2026 kwalificatie № 1029 «onderlinge duels» 21:00 uur (UTC−5) |      | 32' Lionel Messi 42' Lionel Messi |            | Estadio Nacional, Lima Toeschouwers: 37.675 Scheidsrechter: Jesús Valenzuela (VEN) |

|                                                                              |            |                                    |         |                                                                                      |
| 16 november WK 2026 kwalificatie № 1030 «onderlinge duels» 21:00 uur (UTC−3) | Argentinië | 0 – 2                              | Uruguay | El Monumental, Buenos Aires Toeschouwers: 51.900 Scheidsrechter: Wilmar Roldán (COL) |
| 16 november WK 2026 kwalificatie № 1030 «onderlinge duels» 21:00 uur (UTC−3) |            | 41' Ronald Araújo 87' Darwin Núñez |         | El Monumental, Buenos Aires Toeschouwers: 51.900 Scheidsrechter: Wilmar Roldán (COL) |

|                                                                              |          |                      |            |                                                                                |
| 21 november WK 2026 kwalificatie № 1031 «onderlinge duels» 21:30 uur (UTC−3) | Brazilië | 0 – 1                | Argentinië | Maracanã, Rio de Janeiro Toeschouwers: 68.138 Scheidsrechter: Piero Maza (CHI) |
| 21 november WK 2026 kwalificatie № 1031 «onderlinge duels» 21:30 uur (UTC−3) |          | 63' Nicolás Otamendi |            | Maracanã, Rio de Janeiro Toeschouwers: 68.138 Scheidsrechter: Piero Maza (CHI) |

### 2024
|                                                                        |                                                             |       |             |                                                                                               |
| 22 maart Vriendschappelijk № 1032 «onderlinge duels» 20:00 uur (UTC−4) | Argentinië                                                  | 3 – 0 | El Salvador | Lincoln Financial Field, Philadelphia Toeschouwers: 10.000 Scheidsrechter: Victor Rivas (USA) |
| 22 maart Vriendschappelijk № 1032 «onderlinge duels» 20:00 uur (UTC−4) | Cristian Romero 16' Enzo Fernández 42' Giovani Lo Celso 52' |       |             | Lincoln Financial Field, Philadelphia Toeschouwers: 10.000 Scheidsrechter: Victor Rivas (USA) |

|                                                                        |                                                                 |       |                    | |
| 26 maart Vriendschappelijk № 1033 «onderlinge duels» 19:50 uur (UTC−7) | Argentinië                                                      | 3 – 1 | Costa Rica         | Los Angeles Memorial Coliseum, Los Angeles Toeschouwers: 20.000 Scheidsrechter: Josef Mickelson (USA) |
| 26 maart Vriendschappelijk № 1033 «onderlinge duels» 19:50 uur (UTC−7) | Ángel Di María 52' Alexis Mac Allister 56' Lautaro Martínez 77' |       | 34' Manfred Ugalde | Los Angeles Memorial Coliseum, Los Angeles Toeschouwers: 20.000 Scheidsrechter: Josef Mickelson (USA) |

|                                                                      |                    |       |         |                                                                                |
| 9 juni Vriendschappelijk № 1034 «onderlinge duels» 18:00 uur (UTC−5) | Argentinië         | 1 – 0 | Ecuador | Soldier Field, Chicago Toeschouwers: 51.096 Scheidsrechter: Drew Fischer (CAN) |
| 9 juni Vriendschappelijk № 1034 «onderlinge duels» 18:00 uur (UTC−5) | Ángel Di María 40' |       |         | Soldier Field, Chicago Toeschouwers: 51.096 Scheidsrechter: Drew Fischer (CAN) |

|                                                                       |                                                                                    |       |                             |                                                                                     |
| 14 juni Vriendschappelijk № 1035 «onderlinge duels» 20:00 uur (UTC−4) | Argentinië                                                                         | 4 – 1 | Guatemala                   | Commanders Field, Landover Toeschouwers: 65.000 Scheidsrechter: Joe Dickerson (USA) |
| 14 juni Vriendschappelijk № 1035 «onderlinge duels» 20:00 uur (UTC−4) | Lionel Messi 12' Lautaro Martínez 39' (pen.) Lautaro Martínez 66' Lionel Messi 77' |       | 4' (e.d.) Lisandro Martínez | Commanders Field, Landover Toeschouwers: 65.000 Scheidsrechter: Joe Dickerson (USA) |

| Copa América 2024 |
| ----------------- |

|                                                                          |                                         |       |        |                                                                                            |
| 20 juni Copa América Groep A № 1036 «onderlinge duels» 20:00 uur (UTC−4) | Argentinië                              | 2 – 0 | Canada | Mercedes-Benz Stadium, Atlanta Toeschouwers: 70.564 Scheidsrechter: Jesús Valenzuela (VEN) |
| 20 juni Copa América Groep A № 1036 «onderlinge duels» 20:00 uur (UTC−4) | Julián Álvarez 49' Lautaro Martínez 88' |       |        | Mercedes-Benz Stadium, Atlanta Toeschouwers: 70.564 Scheidsrechter: Jesús Valenzuela (VEN) |

|                                                                          |       |                      |            |                                                                                            |
| 25 juni Copa América Groep A № 1037 «onderlinge duels» 21:00 uur (UTC−4) | Chili | 0 – 1                | Argentinië | MetLife Stadium, East Rutherford Toeschouwers: 81.106 Scheidsrechter: Andrés Matonte (URU) |
| 25 juni Copa América Groep A № 1037 «onderlinge duels» 21:00 uur (UTC−4) |       | 88' Lautaro Martínez |            | MetLife Stadium, East Rutherford Toeschouwers: 81.106 Scheidsrechter: Andrés Matonte (URU) |

|                                                                          |                                           |       |      |                                                                                                |
| 29 juni Copa América Groep A № 1038 «onderlinge duels» 20:00 uur (UTC−4) | Argentinië                                | 2 – 0 | Peru | Hard Rock Stadium, Miami Gardens Toeschouwers: 64.972 Scheidsrechter: César Arturo Ramos (MEX) |
| 29 juni Copa América Groep A № 1038 «onderlinge duels» 20:00 uur (UTC−4) | Lautaro Martínez 47' Lautaro Martínez 86' |       |      | Hard Rock Stadium, Miami Gardens Toeschouwers: 64.972 Scheidsrechter: César Arturo Ramos (MEX) |

|                                                                             |                                                                                  |              |                                                 |                                                                                |
| 4 juli Copa América Kwartfinale № 1039 «onderlinge duels» 20:00 uur (UTC−5) | Argentinië                                                                       | 1 – 1 (n.v.) | Ecuador                                         | NRG Stadium, Houston Toeschouwers: 69.456 Scheidsrechter: Andrés Matonte (URU) |
| 4 juli Copa América Kwartfinale № 1039 «onderlinge duels» 20:00 uur (UTC−5) | Lisandro Martínez 35'                                                            |              | 90+2' Kevin Rodríguez                           | NRG Stadium, Houston Toeschouwers: 69.456 Scheidsrechter: Andrés Matonte (URU) |
| 4 juli Copa América Kwartfinale № 1039 «onderlinge duels» 20:00 uur (UTC−5) | Strafschoppen                                                                    |              |                                                 | NRG Stadium, Houston Toeschouwers: 69.456 Scheidsrechter: Andrés Matonte (URU) |
| 4 juli Copa América Kwartfinale № 1039 «onderlinge duels» 20:00 uur (UTC−5) | Lionel Messi Julián Álvarez Alexis Mac Allister Gonzalo Montiel Nicolás Otamendi | 4 – 2        | Ángel Mena Alan Minda John Yeboah Jordy Caicedo | NRG Stadium, Houston Toeschouwers: 69.456 Scheidsrechter: Andrés Matonte (URU) |

|                                                                              |                                     |       |        |                                                                                        |
| 9 juli Copa América Halve finale № 1040 «onderlinge duels» 20:00 uur (UTC−4) | Argentinië                          | 2 – 0 | Canada | MetLife Stadium, East Rutherford Toeschouwers: 80.102 Scheidsrechter: Piero Maza (CHI) |
| 9 juli Copa América Halve finale № 1040 «onderlinge duels» 20:00 uur (UTC−4) | Julián Álvarez 22' Lionel Messi 51' |       |        | MetLife Stadium, East Rutherford Toeschouwers: 80.102 Scheidsrechter: Piero Maza (CHI) |

|                                                                         |                       |              |          |                                                                                           |
| 14 juli Copa América Finale № 1041 «onderlinge duels» 21:22 uur (UTC−4) | Argentinië            | 1 – 0 (n.v.) | Colombia | Hard Rock Stadium, Miami Gardens Toeschouwers: 65.300 Scheidsrechter: Raphael Claus (BRA) |
| 14 juli Copa América Finale № 1041 «onderlinge duels» 21:22 uur (UTC−4) | Lautaro Martínez 112' |              |          | Hard Rock Stadium, Miami Gardens Toeschouwers: 65.300 Scheidsrechter: Raphael Claus (BRA) |

|  |  |  |  |  |  |  |  |  |

|                                                                              |                                                               |       |       |                                                                                         |
| 5 september WK 2026 kwalificatie № 1042 «onderlinge duels» 21:00 uur (UTC−3) | Argentinië                                                    | 3 – 0 | Chili | El Monumental, Buenos Aires Toeschouwers: 52.160 Scheidsrechter: Jesús Valenzuela (VEN) |
| 5 september WK 2026 kwalificatie № 1042 «onderlinge duels» 21:00 uur (UTC−3) | Alexis Mac Allister 48' Julián Álvarez 84' Paulo Dybala 90+1' |       |       | El Monumental, Buenos Aires Toeschouwers: 52.160 Scheidsrechter: Jesús Valenzuela (VEN) |

|                                                                               |                                                |       |                      | |
| 10 september WK 2026 kwalificatie № 1043 «onderlinge duels» 15:30 uur (UTC−5) | Colombia                                       | 2 – 1 | Argentinië           | Estadio Metropolitano Roberto Meléndez, Barranquilla Toeschouwers: 45.000 Scheidsrechter: Piero Maza (CHI) |
| 10 september WK 2026 kwalificatie № 1043 «onderlinge duels» 15:30 uur (UTC−5) | Yerson Mosquera 25' James Rodríguez 60' (pen.) |       | 48' Nicolás González | Estadio Metropolitano Roberto Meléndez, Barranquilla Toeschouwers: 45.000 Scheidsrechter: Piero Maza (CHI) |

|                                                                             |                    |       |                      |                                                                                       |
| 10 oktober WK 2026 kwalificatie № 1044 «onderlinge duels» 17:00 uur (UTC−4) | Venezuela          | 1 – 1 | Argentinië           | Estadio Monumental, Maturín Toeschouwers: 50.000 Scheidsrechter: Gustavo Tejera (URU) |
| 10 oktober WK 2026 kwalificatie № 1044 «onderlinge duels» 17:00 uur (UTC−4) | Salomón Rondón 65' |       | 13' Nicolás Otamendi | Estadio Monumental, Maturín Toeschouwers: 50.000 Scheidsrechter: Gustavo Tejera (URU) |

|                                                                             | |       |         |                                                                                     |
| 15 oktober WK 2026 kwalificatie № 1045 «onderlinge duels» 21:00 uur (UTC−3) | Argentinië | 6 – 0 | Bolivia | El Monumental, Buenos Aires Toeschouwers: 60.000 Scheidsrechter: Kevin Ortega (PER) |
| 15 oktober WK 2026 kwalificatie № 1045 «onderlinge duels» 21:00 uur (UTC−3) | Lionel Messi 19' Lautaro Martínez 43' Julián Álvarez 45+3' Thiago Almada 69' Lionel Messi 84' Lionel Messi 86' |       |         | El Monumental, Buenos Aires Toeschouwers: 60.000 Scheidsrechter: Kevin Ortega (PER) |

|                                                                              |                                        |       |                      | |
| 14 november WK 2026 kwalificatie № 1046 «onderlinge duels» 20:30 uur (UTC−3) | Paraguay                               | 2 – 1 | Argentinië           | Estadio Defensores del Chaco, Asuncion Toeschouwers: 32.200 Scheidsrechter: Anderson Daronco (BRA) |
| 14 november WK 2026 kwalificatie № 1046 «onderlinge duels» 20:30 uur (UTC−3) | Antonio Sanabria 19' Omar Alderete 47' |       | 11' Lautaro Martínez | Estadio Defensores del Chaco, Asuncion Toeschouwers: 32.200 Scheidsrechter: Anderson Daronco (BRA) |

|                                                                              |                      |       |      |                                                                                     |
| 19 november WK 2026 kwalificatie № 1047 «onderlinge duels» 21:00 uur (UTC−3) | Argentinië           | 1 – 0 | Peru | La Bombonera, Buenos Aires Toeschouwers: 52.000 Scheidsrechter: Wilmar Roldán (COL) |
| 19 november WK 2026 kwalificatie № 1047 «onderlinge duels» 21:00 uur (UTC−3) | Lautaro Martínez 55' |       |      | La Bombonera, Buenos Aires Toeschouwers: 52.000 Scheidsrechter: Wilmar Roldán (COL) |

### 2025
|                                                                           |         |                   |            |                                                                                                |
| 21 maart WK 2026 kwalificatie № 1048 «onderlinge duels» 20:30 uur (UTC−3) | Uruguay | 0 – 1             | Argentinië | Estadio Centenario, Montevideo Toeschouwers: 55.000 Scheidsrechter: Juan Gabriel Benítez (PAR) |
| 21 maart WK 2026 kwalificatie № 1048 «onderlinge duels» 20:30 uur (UTC−3) |         | 68' Thiago Almada |            | Estadio Centenario, Montevideo Toeschouwers: 55.000 Scheidsrechter: Juan Gabriel Benítez (PAR) |

|                                                                           |                                                                                   |       |                   |                                                                                     |
| 25 maart WK 2026 kwalificatie № 1049 «onderlinge duels» 21:00 uur (UTC−3) | Argentinië                                                                        | 4 – 1 | Brazilië          | El Monumental, Buenos Aires Toeschouwers: 85.015 Scheidsrechter: Andrés Rojas (COL) |
| 25 maart WK 2026 kwalificatie № 1049 «onderlinge duels» 21:00 uur (UTC−3) | Julián Álvarez 4' Enzo Fernández 12' Alexis Mac Allister 37' Giuliano Simeone 71' |       | 26' Matheus Cunha | El Monumental, Buenos Aires Toeschouwers: 85.015 Scheidsrechter: Andrés Rojas (COL) |

|                                                            |       |   |            |                                                   |
| juni WK 2026 kwalificatie № 1050 «onderlinge duels» n.n.b. | Chili | – | Argentinië | Estadio Nacional, Santiago Scheidsrechter: n.n.b. |
| juni WK 2026 kwalificatie № 1050 «onderlinge duels» n.n.b. |       |   |            | Estadio Nacional, Santiago Scheidsrechter: n.n.b. |

|                                                            |            |   |          |                               |
| juni WK 2026 kwalificatie № 1051 «onderlinge duels» n.n.b. | Argentinië | – | Colombia | n.n.b. Scheidsrechter: n.n.b. |
| juni WK 2026 kwalificatie № 1051 «onderlinge duels» n.n.b. |            |   |          | n.n.b. Scheidsrechter: n.n.b. |

|                                                                 |            |   |           |                               |
| september WK 2026 kwalificatie № 1052 «onderlinge duels» n.n.b. | Argentinië | – | Venezuela | n.n.b. Scheidsrechter: n.n.b. |
| september WK 2026 kwalificatie № 1052 «onderlinge duels» n.n.b. |            |   |           | n.n.b. Scheidsrechter: n.n.b. |

|                                                                 |         |   |            |                               |
| september WK 2026 kwalificatie № 1053 «onderlinge duels» n.n.b. | Ecuador | – | Argentinië | n.n.b. Scheidsrechter: n.n.b. |
| september WK 2026 kwalificatie № 1053 «onderlinge duels» n.n.b. |         |   |            | n.n.b. Scheidsrechter: n.n.b. |

AUF · A-internationals · Selecties · Bondscoaches · Argentijns vrouwenelftal · Olympisch elftal · Argentinië U21 · Argentinië U20 · Argentinië U19 · Argentinië U18 · Argentinië U17
1900 – 1909 ·
1910 – 1919 ·
1920 – 1929 ·
1930 – 1939 ·
1940 – 1949 ·
1950 – 1959 ·
1960 – 1969 ·
1970 – 1979 ·
1980 – 1989 ·
1990 – 1999 ·
2000 – 2009 ·
2010 – 2019 ·
2020 − 2029
WK 1930 · 
WK 1934 · 
WK 1958 · 
WK 1962 · 
WK 1966 · 
WK 1974 · 
WK 1978 · 
WK 1982 · 
WK 1986 · 
WK 1990 · 
WK 1994 · 
WK 1998 · 
WK 2002 · 
WK 2006 · 
WK 2010 · 
WK 2014 · 
WK 2018 ·
WK 2022
OS 1928 · 
OS 1988 · 
OS 1996 · 
OS 2004 · 
OS 2008 · 
OS 2016 · 
OS 2020
1902 · 
1903 · 
1904 · 
1905 · 
1906 · 
1907 · 
1908 · 
1909 ·
1910 · 
1911 · 
1912 · 
1913 · 
1914 · 
1915 · 
1916 · 
1917 · 
1918 · 
1919 ·
1920 · 
1921 · 
1922 · 
1923 · 
1924 · 
1925 · 
1926 · 
1927 · 
1928 · 
1929 ·
1930 · 
1931 · 
1932 · 
1933 · 
1934 · 
1935 · 
1936 · 
1937 · 
1938 · 
1939 ·
1940 · 
1941 · 
1942 · 
1943 · 
1944 · 
1945 · 
1946 · 
1947 · 
1948 · 1949 · 
1950 · 
1951 · 
1952 · 
1953 · 
1954 · 
1955 · 
1956 · 
1957 · 
1958 · 
1959 ·
1960 · 
1961 · 
1962 · 
1963 · 
1964 · 
1965 · 
1966 · 
1967 · 
1968 · 
1969 ·
1970 · 
1971 · 
1972 · 
1973 · 
1974 · 
1975 · 
1976 · 
1977 · 
1978 · 
1979 ·
1980 · 
1981 · 
1982 · 
1983 · 
1984 · 
1985 · 
1986 · 
1987 · 
1988 · 
1989 ·
1990 ·
1991 · 
1992 · 
1993 · 
1994 · 
1995 · 
1996 · 
1997 · 
1998 · 
1999 · 
2000 · 
2001 · 
2002 · 
2003 · 
2004 · 
2005 · 
2006 · 
2007 · 
2008 · 
2009 · 
2010 · 
2011 · 
2012 · 
2013 · 
2014 ·
2015 ·
2016 ·
2017 ·
2018 ·
2019 ·
2020 ·
2021 ·
2022 ·
2023
Albanië ·
Algerije ·
Angola ·
Australië ·
België ·
Bolivia ·
Bosnië en Herzegovina · 
Brazilië ·
Bulgarije ·
Canada ·
Chili ·
China ·
Colombia ·
Costa Rica · 
Curaçao ·
Denemarken ·
DDR ·
Duitsland ·
Ecuador ·
Egypte ·
El Salvador ·
Engeland ·
Estland ·
Frankrijk ·
Ghana ·
Griekenland ·
Guatemala ·
Haïti ·
Honduras ·
Hongarije ·
Hongkong ·
Ierland ·
IJsland ·
India ·
Indonesië ·
Irak ·
Iran ·
Israël ·
Italië ·
Ivoorkust ·
Jamaica ·
Japan ·
Joegoslavië ·
Kameroen ·
Kroatië ·
Libië ·
Litouwen · 
Marokko ·
Mexico ·
Nederland ·
Nicaragua ·
Nigeria ·
Noord-Ierland ·
Noorwegen ·
Oostenrijk ·
Panama ·
Paraguay ·
Peru ·
Polen ·
Portugal · 
Qatar ·
Roemenië ·
Rusland · 
Saoedi-Arabië · 
Schotland ·
Servië en Montenegro ·
Singapore ·
Slovenië ·
Slowakije ·
Sovjet-Unie ·
Spanje ·
Trinidad en Tobago ·
Tsjecho-Slowakije ·
Tunesië ·
Uruguay ·
Venezuela ·
Verenigde Arabische Emiraten ·
Verenigde Staten ·
Wales ·
Wit-Rusland · 
Zuid-Afrika ·
Zuid-Korea ·
Zweden ·
Zwitserland
Australië (2022) ·
België (2014) ·
Bosnië en Herzegovina (2014) ·
Brazilië (1982) ·
Brazilië (2005) ·
Denemarken (1995) ·
Duitsland (2006) ·
Duitsland (2014) ·
Frankrijk (2018) ·
Frankrijk (2022) ·
IJsland (2018) ·
Iran (2014) ·
Italië (1982) ·
Ivoorkust (2006) ·
Kroatië (2018) ·
Kroatië (2022) ·
Mexico (2006) ·
Nederland (1978) ·
Nederland (2006) ·
Nederland (2014) ·
Nederland (2022) ·
Nigeria (2010) ·
Nigeria (2014) ·
Nigeria (2018) ·
Saoedi-Arabië (1992) ·
Saoedi-Arabië (2022) · 
Servië en Montenegro (2006) ·
West-Duitsland (1986) · West-Duitsland (1990) ·
Zwitserland (2014)
CONMEBOL: Argentinië · Bolivia · Brazilië · Chili · Colombia · Ecuador · Paraguay · Peru · Uruguay · Venezuela

UEFA: Albanië · Andorra · Armenië · Azerbeidzjan · België · Bosnië en Herzegovina · Bulgarije · Cyprus · Denemarken · Duitsland · Engeland · Estland · Faeröer · Finland · Frankrijk · Georgië · Gibraltar · Griekenland · Hongarije · IJsland · Ierland · Israël · Italië · Kazachstan · Kosovo · Kroatië · Letland · Liechtenstein · Litouwen · Luxemburg · Malta · Moldavië · Montenegro · Nederland · Noord-Ierland · Noord-Macedonië · Noorwegen · Oekraïne · Oostenrijk · Polen · Portugal · Roemenië · Rusland · San Marino · Schotland · Servië · Slovenië · Slowakije · Spanje · Tsjechië · Turkije · Wales · Wit-Rusland · Zweden · Zwitserland

AFC: Australië · China · Irak · Iran · Japan · Libanon · Oezbekistan · Oman · Qatar · Saoedi-Arabië · Syrië · Verenigde Arabische Emiraten · Vietnam · Zuid-Korea

CAF: Algerije · Burkina Faso · Congo-Kinshasa · Egypte · Ghana · Ivoorkust · Kaapverdië · Kameroen · Mali · Marokko · Nigeria · Senegal · Tunesië · Zuid-Afrika

CONCACAF: Canada · Costa Rica · Curaçao · El Salvador · Honduras · Jamaica · Mexico · Panama · Suriname · Verenigde Staten

OFC: Nieuw-Zeeland